# Mianmari labdarúgó-szövetség
A mianmari labdarúgó-szövetség (angolul: Myanmar Football Federation [MFF]) Mianmar nemzeti labdarúgó-szövetsége. 1947-ben alapították. A szövetség szervezi a Mianmari labdarúgó-bajnokságot valamint a Mianmari kupát. Működteti a Mianmari labdarúgó-válogatottat valamint a Mianmari női labdarúgó-válogatottat. Székhelye Rangunban található.